# Nasz nowy dom
Nasz nowy dom (en français : « Notre nouvelle maison ») est une émission de télévision polonaise diffusée sur la télévision Polsat depuis le 29 septembre 2013.
L'émission est animée par Katarzyna Dowbor (pl) pendant les 20 premières séries, puis par Elżbieta Romanowska (pl) à partir de la 21e série,.

## Synopsis
Dans chaque épisode, la maison ou l'appartement d'une des familles polonaises, y compris toutes les pièces, les intérieurs et les alentours, est rénové par une équipe de constructeurs en 5 jours (parfois 7) et les appartements en 4 jours. Pendant ce temps, la famille part en vacances dans un hôtel et bénéficie d'activités diverses.

## Distribution
| Présentateur             | Série | Série | Série | Série | Série | Série | Série | Série | Série | Série | Série | Série | Série | Série | Série | Série | Série | Série | Série | Série | Série |
| Présentateur             | 1.    | 2.    | 3.    | 4.    | 5.    | 6.    | 7.    | 8.    | 9.    | 10.   | 11.   | 12.   | 13.   | 14.   | 15.   | 16.   | 17.   | 18.   | 19.   | 20.   | 21.   |
| ------------------------ | ----- | ----- | ----- | ----- | ----- | ----- | ----- | ----- | ----- | ----- | ----- | ----- | ----- | ----- | ----- | ----- | ----- | ----- | ----- | ----- | ----- |
| Elżbieta Romanowska (pl) |       |       |       |       |       |       |       |       |       |       |       |       |       |       |       |       |       |       |       |       | ●     |
| Katarzyna Dowbor (pl)    | ●     | ●     | ●     | ●     | ●     | ●     | ●     | ●     | ●     | ●     | ●     | ●     | ●     | ●     | ●     | ●     | ●     | ●     | ●     | ●     |       |

| Architecte          | Série | Série | Série | Série | Série | Série | Série | Série | Série | Série | Série | Série | Série | Série | Série | Série | Série | Série | Série | Série | Série |
| Architecte          | 1.    | 2.    | 3.    | 4.    | 5.    | 6.    | 7.    | 8.    | 9.    | 10.   | 11.   | 12.   | 13.   | 14.   | 15.   | 16.   | 17.   | 18.   | 19.   | 20.   | 21.   |
| ------------------- | ----- | ----- | ----- | ----- | ----- | ----- | ----- | ----- | ----- | ----- | ----- | ----- | ----- | ----- | ----- | ----- | ----- | ----- | ----- | ----- | ----- |
| Martyna Kupczyk     | ●     | ●     | ●     | ●     | ●     | ●     | ●     | ●     | ●     | ●     | ●     | ●     | ●     | ●     | ●     | ●     | ●     | ●     | ●     | ●     | ●     |
| Maciej Pertkiewicz  |       |       |       |       | ●     | ●     | ●     | ●     | ●     | ●     | ●     | ●     | ●     | ●     | ●     | ●     | ●     | ●     | ●     | ●     | ●     |
| Wojciech Strzelczyk |       |       |       |       |       |       |       |       |       |       |       |       | ●     | ●     | ●     | ●     | ●     | ●     | ●     |       |       |
| Marta Kołdej        |       |       |       |       |       |       |       |       |       |       |       |       |       |       |       |       | ●     | ●     | ●     | ●     | ●     |

| Directeur de la construction | Série | Série | Série | Série | Série | Série | Série | Série | Série | Série | Série | Série | Série | Série | Série | Série | Série | Série | Série | Série | Série |
| Directeur de la construction | 1.    | 2.    | 3.    | 4.    | 5.    | 6.    | 7.    | 8.    | 9.    | 10.   | 11.   | 12.   | 13.   | 14.   | 15.   | 16.   | 17.   | 18.   | 19.   | 20.   | 21.   |
| ---------------------------- | ----- | ----- | ----- | ----- | ----- | ----- | ----- | ----- | ----- | ----- | ----- | ----- | ----- | ----- | ----- | ----- | ----- | ----- | ----- | ----- | ----- |
| Artur Witkowski              |       | ●     | ●     | ●     | ●     | ●     | ●     | ●     | ●     | ●     | ●     | ●     | ●     | ●     | ●     | ●     | ●     | ●     |       |       |       |
| Wiesław Nowobilski           |       |       |       |       |       |       |       |       | ●     | ●     | ●     | ●     | ●     | ●     | ●     | ●     | ●     | ●     | ●     | ●     | ●     |
| Przemysław Oślak             |       |       |       |       |       |       |       |       |       |       |       |       |       |       |       | ●     | ●     | ●     | ●     | ●     | ●     |
| Michał Przybylski            |       |       |       |       |       |       |       |       |       |       |       |       | ●     |       |       |       |       |       |       |       |       |
| Jarosław Powirski            |       |       |       |       |       | ●     | ●     |       |       |       |       |       |       |       |       |       |       |       |       |       |       |
| Robert Grudek                |       |       | ●     | ●     |       |       |       |       |       |       |       |       |       |       |       |       |       |       |       |       |       |
| Wiesław Skiba                |       |       |       |       |       |       |       |       |       |       |       |       |       |       |       |       |       |       | ●     |       |       |
| Waldemar Wolff               |       |       | ●     |       |       |       |       |       |       |       |       |       |       |       |       |       |       |       |       |       |       |
| Sławomir Ciba                | ●     | ●     |       |       |       |       |       |       |       |       |       |       |       |       |       |       |       |       |       |       |       |
| Krzysztof Modzelewski        | ●     |       |       |       |       |       |       |       |       |       |       |       |       |       |       |       |       |       |       |       |       |

## Émissions
Note : le tableau contient des informations relatives à la première diffusion télévisée uniquement ; les éventuelles avant-premières sur des services en ligne (par exemple Polsat Box Go) ne sont pas incluses.
| Série | Épisodes     | Première émission télévisée (Polsat) | Première émission télévisée (Polsat) | Première émission télévisée (Polsat) | Première émission télévisée (Polsat) | Première émission télévisée (Polsat) |
| Série | Épisodes     | Saison                               | Début de l'émission                  | Fin de l'émission                    | Moment de l'émission                 | Audience moyenne                     |
| ----- | ------------ | ------------------------------------ | ------------------------------------ | ------------------------------------ | ------------------------------------ | ------------------------------------ |
| 1.    | 1–10 (10)    | automne 2013                         | 29 septembre 2013                    | 8 décembre 2013                      | dimanche à 17 h 45                   | 1,70 million                         |
| 2.    | 11–21 (11)   | printemps 2014                       | 22 février 2014                      | 25 mai 2014                          | dimanche à 17 h 45                   | 1,66 million                         |
| 3.    | 22–34 (13)   | automne 2014                         | 7 septembre 2014                     | 29 novembre 2014                     | dimanche à 17 h 45                   | 2,11 millions                        |
| 4.    | 35–46 (12)   | printemps 2015                       | 1 mars 2015                          | 17 mai 2015                          | dimanche à 17 h 45                   | pas de données                       |
| 5.    | 47–58 (12)   | automne 2015                         | 6 septembre 2015                     | 22 novembre 2015                     | dimanche à 17 h 45                   | 2,69 millions                        |
| 6.    | 59–70 (12)   | printemps 2016                       | 3 mars 2016                          | 19 mai 2016                          | jeudi à 20 h 5                       | 1,92 million                         |
| 7.    | 71–82 (12)   | automne 2016                         | 1 septembre 2016                     | 17 novembre 2016                     | jeudi à 20 h 5                       | 1,87 million                         |
| 8.    | 83–94 (12)   | printemps 2017                       | 2 mars 2017                          | 18 mai 2017                          | jeudi à 20 h 5                       | 1,53 million                         |
| 9.    | 95–106 (12)  | automne 2017                         | 7 septembre 2017                     | 23 novembre 2017                     | jeudi à 20 h 5                       | 1,60 million                         |
| 10.   | 107–118 (12) | printemps 2018                       | 1 mars 2018                          | 17 mai 2018                          | jeudi à 20 h 5                       | 1,52 million                         |
| 11.   | 119–130 (12) | automne 2018                         | 6 septembre 2018                     | 22 novembre 2018                     | jeudi à 20 h 5                       | 1,80 million                         |
| 12.   | 131–142 (12) | printemps 2019                       | 28 février 2019                      | 23 mai 2019                          | jeudi à 20 h 5                       | 1,49 million                         |
| 13.   | 143–168 (26) | automne 2019                         | 4 septembre 2019                     | 4 décembre 2019                      | mercredi et jeudi à 20 h 5           | 1,45 million                         |
| 14.   | 169–192 (24) | printemps 2020                       | 4 mars 2020                          | 21 mai 2020                          | mercredi et jeudi à 20 h 5           | 1,34 million                         |
| 15.   | 193–216 (24) | automne 2020                         | 2 septembre 2020                     | 19 novembre 2020                     | mercredi et jeudi à 20 h 5           | 1,30 million                         |
| 16.   | 217–240 (24) | printemps 2021                       | 3 mars 2021                          | 26 mai 2021                          | mercredi et jeudi à 20 h 5           | 1,22 million                         |
| 17.   | 241–252 (12) | automne 2021                         | 2 septembre 2021                     | 18 novembre 2021                     | jeudi à 20 h 5                       | 1,21 million                         |
| 18.   | 253–264 (12) | printemps 2022                       | 3 mars 2022                          | 26 mai 2022                          | jeudi à 20 h 5                       | 951 mille                            |
| 19.   | 265–276 (12) | automne 2022                         | 1 septembre 2022                     | 17 novembre 2022                     | jeudi à 20 h 5                       | 1,12 million                         |
| 20.   | 277–288 (12) | printemps 2023                       | 2 mars 2023                          | 18 mai 2023                          | jeudi à 20 h 5                       | 1,00 million                         |
| 21.   | 289-300 (12) | automne 2023                         | 7 septembre 2023                     | 23 novembre 2023                     | jeudi à 20 h 5                       |                                      |

## Controverses

### Novembre 2017
La participante du onzième épisode de la neuvième série de l'émission, Lidia, a fait face à une vague de haine après la rénovation de son appartement. En novembre 2017, après la rénovation, des personnes se sont approchées en voiture, ont frappé aux fenêtres et ont jeté des pierres. Selon les habitants, elle « ne méritait pas la rénovation ». Après la diffusion de l'épisode, des commentaires défavorables ont également été émis par les internautes. De plus, selon le centre municipal de protection sociale de Szczytno, Polsat ne s'est pas mis d'accord avec le centre sur la rénovation de l'appartement communal et le centre a demandé l'arrêt immédiat de la production de l'émission.
Cette question a été abordée par la présentatrice de l'émission, Katarzyna Dowbor :

« Les familles que nous voyons dans les épisodes de notre programme sont toujours contrôlées à plusieurs reprises sur de nombreux aspects. Il ne s'agit pas de rénover la maison d'une famille qui attire notre attention ou d'une famille aléatoire. Nous vérifions ces aspects avec le centre municipal de protection sociale, avec les autorités locales, avec l'environnement proche. »

### Juillet 2020
En juillet 2020, la maison de Beata Zacharewicz, vivant à Antonina, a été incendiée. La rénovation de cette maison a été montrée dans le 107e épisode du programme.